# Прапор і герб кантону Аппенцелль-Ауссерроден
Герб кантону Аппенцелль-Ауссерроден зображує чорного здибленого ведмедя на срібному тлі. Ліворуч від ведмедя розташована літера «V» (старе написання «U»), а праворуч — літера «R». Ведмедя було взято з герба княжого абатства Святого Галла. «VR» означає Ussroden (тобто «Ауссерроден»).

## Опис герба
Герб кантону Аппенцелль-Ауссерроден, за Мюлеманом (1977), виглядає так: у срібному кольорі зображений прямостоячий чорний ведмідь з червоним язиком і кігтями, внизу праворуч зображений чорною великою літерою V, а ліворуч — подібною літерою R.
Вексилологічний опис прапора такий: «Білий зі здибленим чорним ведмедем, з червоними кігтями і зброєю, з чорними літерами V на древку і R у вільній частині».
Ведмідь завжди повинен прямувати до жердини.
Прапор і герб ідентичні. На прапорі ведмідь рухається до древка, а на гербі — до геральдичної правої сторони.
За словами вексилолога Луїса Мюлемана ведмідь також уособлює енергію, мужність та інтелект, якості, які аппенцеллери продемонстрували під час воєн за свою незалежність.

## Історія

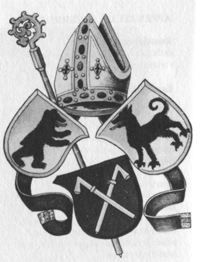
Герб абата Ульріха Реша, оточений подвійним гербом княжого абатства Святого Галла та графства Тоггенбург

Об'єднаний герб кантону Аппенцелль обох Роденів з 1948 року

З моменту повстання проти влади княжого абатства Святого Галла в 1401 році, кантон Аппенцелль має на своєму прапорі зображення чорного здибленого ведмедя на білому полі. Об'єднавшись зі швабськими містами, селяни регіону Аппенцелль здобули незалежність після війни проти сусіднього абатства Святого Галла, яке мало ідентичний прапор, за винятком того, що фон був жовтим. Легенда свідчить, що Святий Галл, принісши християнство в регіон, збудував хатину в лісі та одного разу зустрів загрозливого ведмедя. Він наказав йому піти за дровами, що ссавець і зробив. Щоб подякувати йому, Галл нагодував його, але наказав назавжди покинути цю місцевість; ведмідь виконав. 
У 1513 році Аппенцелль приєднався до Швейцарської Конфедерації як останній із Федерації тринадцяти кантонів і з того часу також містить герб із зображенням чорного здибленого ведмедя на срібному полі.
Геральдист Адольф Готьє у своїй книзі, присвяченій гербам і прапорам кантонів, повідомляє, що Папа Юлій II запропонував мешканцям Аппенцелля можливість носити золотий ключ між лапами ведмедя, чого вони так і не зробили.
У 1597 році з релігійних причин кантон Аппенцелль був розділений на два сучасні (напів)кантони Аппенцелль-Іннерроден (католицький) та Аппенцелль-Ауссерроден (протестантський). Після того, як арбітри під час поділу землі вирішили, що жителі Іннерродена можуть продовжувати використовувати герб неподільного кантону, Ауссерроден був змушений створити новий герб. Він зробив це, додавши літери «U» (пишеться як «V») та «R», що означає «Ussere Roden» (= Після поділу кантону Аппенцелль-Ауссерроден виготовив новий національний прапор, на якому, окрім літер «VR», також був напис «SOLI DEO GLORIA».
Дібольдер (1926) передав наступну анекдоту: під час Гельветійської республіки (1798—1803), коли Аппенцелль-Ауссерроден належав до кантону Зентіс і всі старі символи суверенітету повинні були бути видалені, офіцер військ Во, що дислокувалися в Аппенцеллі, помітив герб Аппенцелль-Ауссерроден і наказав його видалити. Хитрий мешканець Аппенцелла заявив, що «VR» означає Vive la République (Хай живе Республіка), і герб залишили на місці.
З 1815 по 1999 рік Аппенцелль-Ауссерроден був напівкантоном сучасної Швейцарської Конфедерації. На Великій печатці Конфедерації, а пізніше на куполі Федерального палацу та на прапорах кантонів, об'єднаний кантон «обох Роденів» зображувався зі старим гербом Аппенцелля, тобто гербом Аппенцелль-Іннерродена. Однак на новій федеральній печатці 1948 року було зображено розділений герб, де два ведмеді розташовані один навпроти одного в геральдичній ввічливості. Герб Ауссерродена розміщено геральдично праворуч, але літери «VR» зберігають своє початкове положення, так що ведмідь тепер звернений до літери «R». З 1999 року Аппенцелль-Ауссерроден вважається кантоном (а не напівкантоном), а правила швейцарської армії щодо прапорів 2007 року регулюють використання кантонального прапора: тут чітко зазначено, що коли кантональні прапори вивішуються симетрично ліворуч і праворуч від федерального прапора, прапор Аппенцелль-Ауссерроден з лівого боку має бути зображений дзеркально, так що ведмідь спрямований до середини, і таким чином «VR» відображається дзеркально.

## Інші вексилологічні та геральдичні зображення
Прапор також випускається у вигляді орифлами, з хвостом або з плоскою основою. Прапор-штандарт кантонів, на якому у верхній частині зображено прапор кантону, а в нижній частині — кольори кантону, називається «повним» прапором.
Кантон Аппенцелль-Ауссерроден — єдиний кантон, який не має свого прапора з літерами V та R на прапорі, спільному для колишніх напівкантонів, як це існує для двох кантонів Базель та кантону Унтервальден (Обвальден та Нідвальден). Готьє пояснює, що якби існував герб, що включає два герби кантонів Аппенцелль, його геральдичний опис був би таким: «Срібний щит, розділений лінією; у верхній частині — зовнішні Родоси, у нижній — внутрішні Родоси. У кожній частині щита зображено чорного ведмедя, що стоїть на задніх лапах, з червоним язиком і пазурами, у верхній частині щита — два літери V і R з емаллю ведмедя».
Дивно, але геральдист розміщує зображення герба Аппенцелль-Ауссерроден на почесному місці, хоча кантон Аппенцелль-Ауссерроден має перевагу над гербом сусіднього кантону.

Повний прапор кантону Аппенцелль-Ауссерроден.
Повний прапор двох кантонів Аппенцелль.

## Використання та згадування
Герб знаходиться на задніх номерних знаках транспортних засобів, зареєстрованих у кантоні Аппенцелль-Ауссерроден. Однак через брак місця літери V та R відсутні.

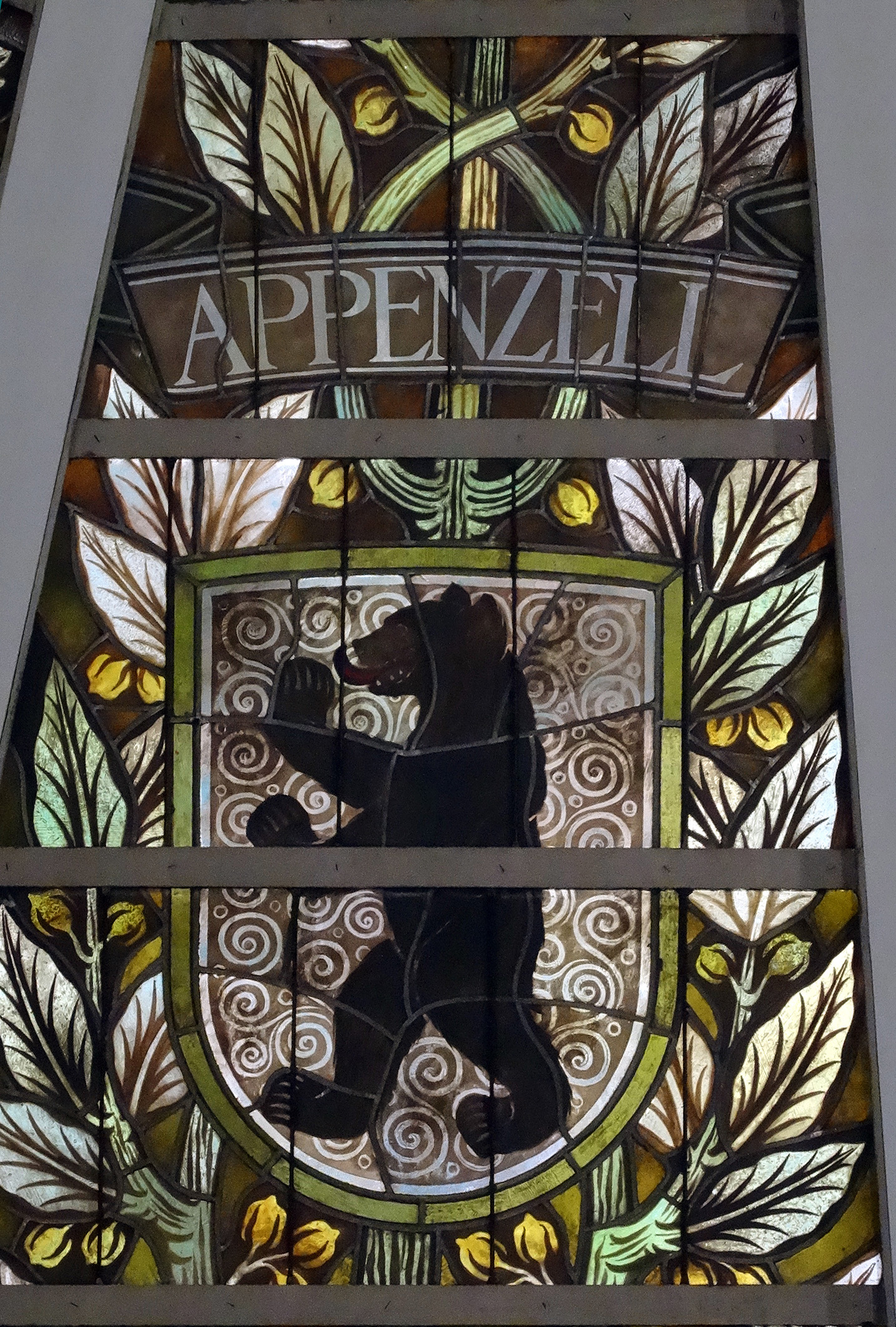
Вітраж із зображенням гербів обох Аппенцелів на куполі Федерального палацу.
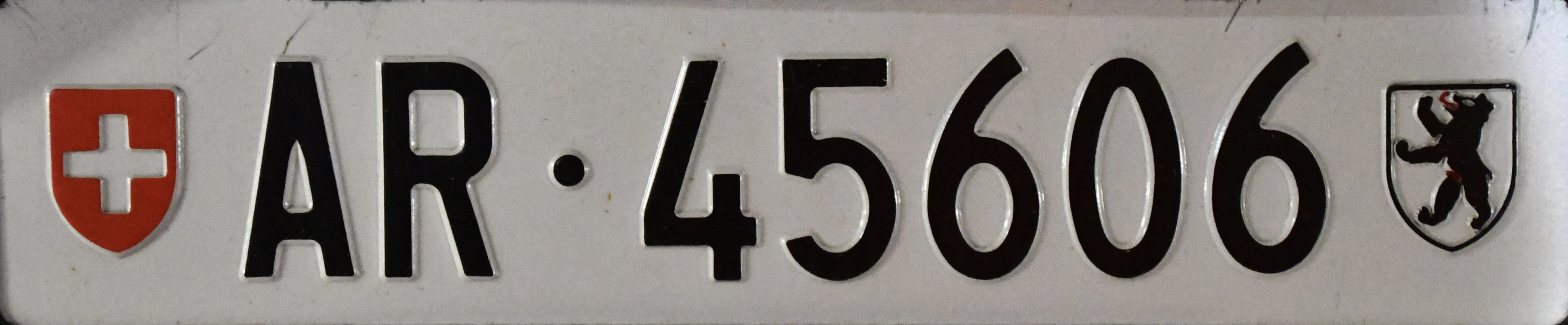
Задній номерний знак кантону Аппенцелль-Ауссерроден.

## Схожі муніципальний прапор та муніципальний герб
Сім із 20 муніципалітетів кантону також зображують здибленого чорного ведмедя у срідньому полі. Вальдштатт також використовує ведмедя як щитотримача.

Прапор Бюлера
Герб Бюлера
Прапор Герізау
Герб Герізау
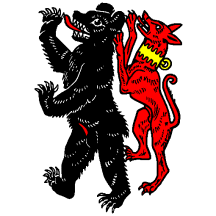
Прапор Гундвіля
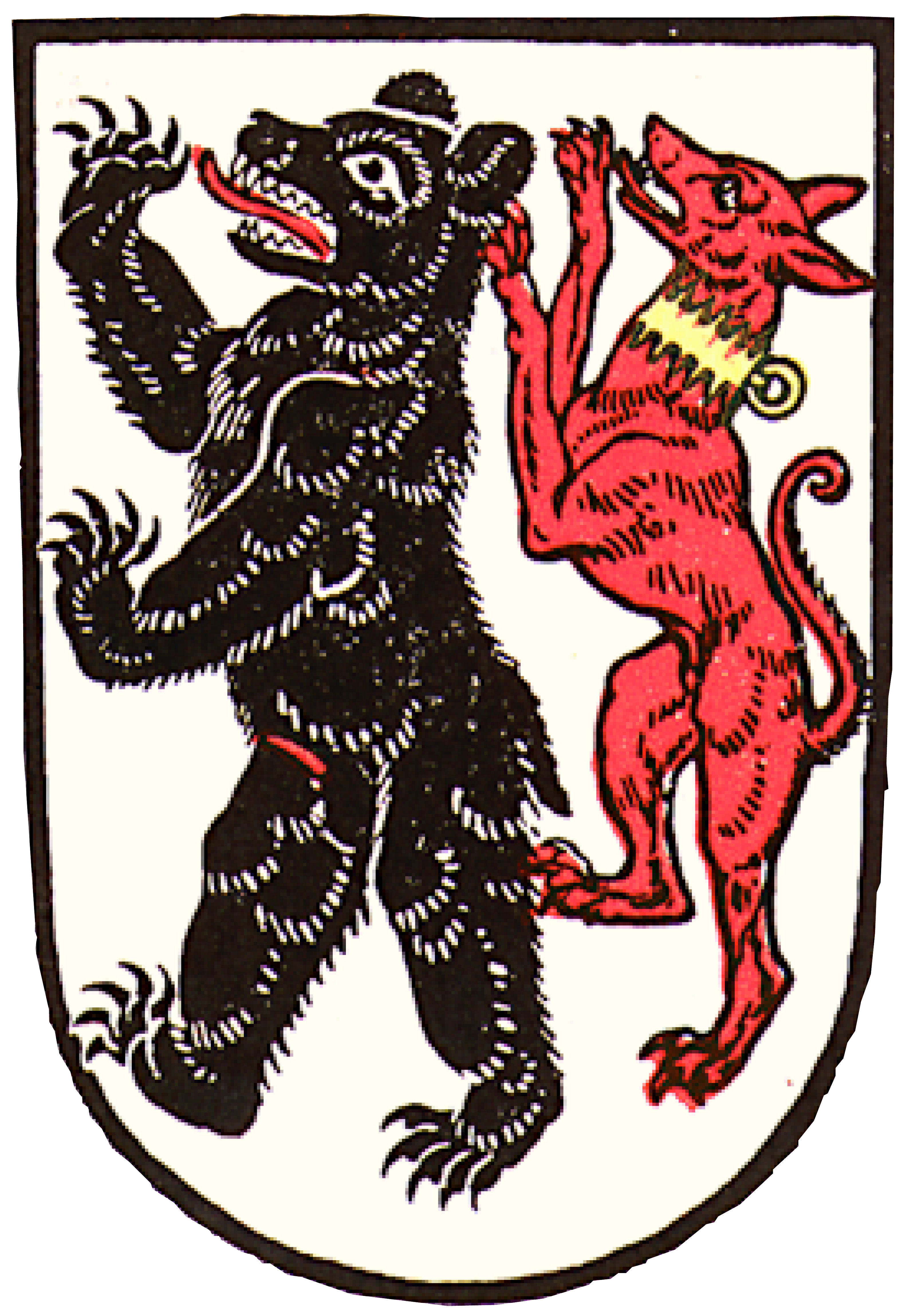
Герб Гундвіля
Прапор Шпайхера
Герб Шпайхера
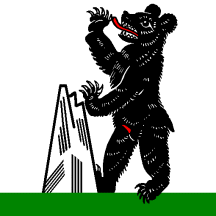
Прапор Штайна
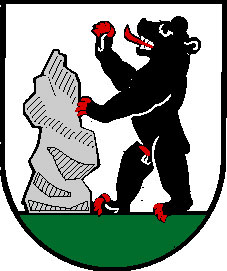
Герб Штайна
Прапор Трогена
Герб Трогена
Прапор Урнеша
Герб Урнеша
Прапор Вальдштатта
Герб Вальдштата

На двох інших муніципальних прапорах та гербах зображено ведмедя, що йде:

Прапор Груба
Герб Груба
Прапор Тойфена
Герб Тойфена